# Scholekster
De scholekster (Haematopus ostralegus) is een zwart-witte steltloper uit de familie der scholeksters (Haematopodidae). Onder vogelaars heet de vogel ook wel bonte piet.

## Kenmerken
Deze vogel heeft een zwart-wit verenkleed, een oranje snavel en oranje poten. Rondom de ogen heeft hij een oranje ring. Het verenkleed is bij beide geslachten gelijk. De lichaamslengte bedraagt 40 tot 45 cm en het gewicht 400 tot 800 gram.
Het is een trekvogel.

## Voedsel
Het voedsel van de scholekster bestaat uit schelpdieren, wormen en krabben. Bij schelpdieren wordt, voordat de schelp kan dichtslaan, eerst de sluitspier doorgeknipt, waarna de prooi wordt opgegeten. Na een mislukte poging wordt geprobeerd op een harde ondergrond de schelp open te hameren.

## Voortplanting
De broedtijd loopt van half april tot in juli. De scholekster legt meestal drie, soms vier eieren in een nest, gemaakt in een ondiep kuiltje. De eieren zijn gemiddeld 40 x 57 mm groot. Meestal broedt de scholekster op grasland, maar ook op bouwland worden wel nesten aangetroffen. Ook worden nesten gemaakt op met grind bedekte platte daken van (hoge) gebouwen, waar geen gevaar dreigt van grondpredatoren als vos en hermelijn. De eieren komen uit na 25 à 27 dagen broeden. De jongen worden dan nog een poosje gevoerd door de ouders, in tegenstelling tot bij de meeste andere weidevogels.

## Territoriumgedrag
De scholekster is bekend vanwege zijn verdediging van het nest. Wanneer een roofdier het nest nadert, doet de scholekster zich voor alsof hij kreupel is om de belagers van het nest weg te lokken. Eenmaal op enige afstand van het nest vliegt hij weg.
Naar het verband tussen territoriumgedrag en broedsucces van de scholekster is onderzoek gedaan door de Rijksuniversiteit Groningen. Het broedsucces bleek sterk te worden beïnvloed door de keuze (in de praktijk door de verovering) van een geschikte broedplaats. Scholeksters zijn bijzonder gehecht aan hun territorium, zo zeer zelfs dat ze de broedplek trouw blijven als deze door veranderde omstandigheden minder gunstig is geworden. De beste broedplekken worden bezet gehouden door reeds succesvolle paren. Daarbij komt dat scholeksters makkelijk 30 jaar oud kunnen worden; in Nederland werd een exemplaar aangetroffen van 46 jaar oud.
Jonge scholeksters (ook wel floaters genoemd) hebben twee mogelijkheden: genoegen nemen met een kwalitatief minder goed territorium of wachten met broeden tot er een goed territorium vrijkomt. Een goed territorium (een hokkerterritorium) ligt nabij de voedselbronnen op het wad, een slecht territorium (een wipperterritorium) ligt daar verder vanaf. Aangenomen werd dat beide strategieën gedurende een scholeksterleven evenveel jongen zouden opleveren: een keuze tussen vroeg beginnen en jaarlijks weinig jongen grootbrengen of later beginnen, maar dan wel een hoog jaarlijks broedsucces hebben. Deze veronderstelling bleek onjuist: een hokkerterritorium bleek gemiddeld 0,65 jongen per jaar op te leveren en een wipperterritorium 0,2 jongen per jaar, terwijl de hokkers niet later in hun leven met broeden bleken te beginnen. Omdat zij veel meer moeite moeten doen om het voedsel voor de jongen bij hun ongunstig gelegen nestplaats te krijgen, brengen de wippers in hun leven minder jongen groot.
Ook bleek dat jonge scholeksters de sociale status van hun ouders meekrijgen. Jongen die door hokkers worden grootgebracht veroveren vaak ook weer een hokkerterritorium, terwijl door wippers grootgebrachte jongen daar zelden in slagen. Bij het veroveren van een hokkerterritorium bleek de mate waarin de veroveraar bekend was met de omgeving van belang. Indien territoria kunstmatig werden leeggemaakt - door de "eigenaars" te verwijderen - bleek dat 80% van de op deze wijze vrijgekomen territoria werden bezet door vogels die reeds bekend waren met het gebied. De floaters maakten zich met het terrein bekend door regelmatig de betreffende territoria binnen te dringen.
Jonge scholeksters die nog niet broeden verzamelen zich in het voorjaar in groepen, zogenaamde scholekstersozen. In het binnenland houden ook broedende vogels zich in het begin van het broedseizoen enige tijd op in dergelijke sozen. Wat precies de functie is van de sozen, is niet bekend.

## Populatie en verspreiding

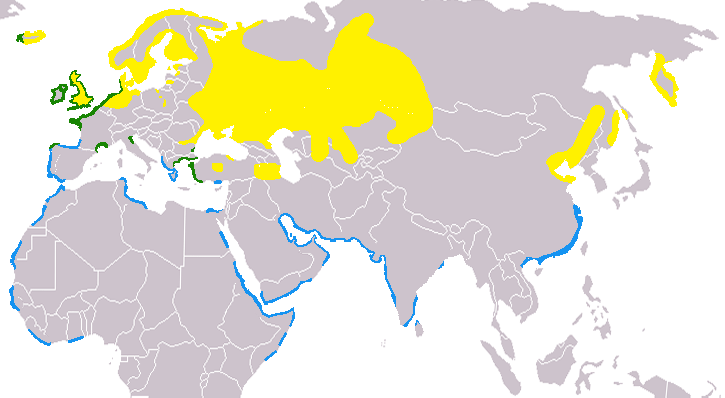
Verspreidingsgebied van de scholekster
zomer (geel)
gehele jaar (donkergroen)
winter (blauw)

Er zijn vier ondersoorten van de scholekster beschreven:
- H. o. ostralegus met een verspreiding in Europa en in het westen van Rusland.
- H. o. longipes in het oosten en zuiden van Rusland.
- H. o. osculans in het oosten van Azië.
- H. o. buturlini van West-Kazachstan tot Noordwest-China.

Finsch' scholekster uit Nieuw-Zeeland wordt soms als ondersoort gezien (H. o. finschi), maar genetisch onderzoek wijst op een apart soort.
De scholekster komt het hele jaar door voor aan de kusten van de Noordzee en van de Ierse Zee. Broedvogels uit noordelijke gebieden (Scandinavië en IJsland) trekken in de winter naar het zuiden. Veel vogels overwinteren langs de Noordzee en op de Britse eilanden. Andere trekken naar Spanje en Afrika. Rond de Middellandse Zee komen kleinere populaties voor. De scholeksters uit het oosten van Azië migreren in de winter naar het zuiden van China.

## Status

### In Nederland en Vlaanderen
Tot 1985 nam het aantal scholeksters in de Waddenzee toe. Sindsdien is de populatie echter met circa 35% afgenomen. Als oorzaken worden genoemd de vermindering van het voedselaanbod (onder meer door de druk van de kokkelvisserij) en door de vermindering van het areaal aan droogvallende mosselbanken. Om aandacht te krijgen voor de snelle terugloop werd door enkele Nederlandse vogelbeschermingsorganisaties het jaar 2008 uitgeroepen tot het Jaar van de Scholekster. In Nederland bevinden de grootste aantallen zich in het noorden en westen van het land. De Veluwe, Zuid-Limburg en Flevoland huisvesten nauwelijks scholeksters.
In België is de scholekster talrijk in het Zwin, waar naast vrij in de natuur levende scholeksters ook in gevangenschap levende exemplaren te zien zijn.

### Internationaal
De grootte van de wereldpopulatie werd in 2012 door Wetlands International geschat op 1 tot 1,16 miljoen individuen en de Europese populatie werd in 2015 door BirdLife International geschat op 568.000 tot 708.000 volwassen vogels. De aantallen nemen af door een groot aantal factoren, waaronder intensieve visserij op schelpdieren en habitatverlies door aantasting en verstoring van de kustgebieden die voor de vogels belangrijk zijn als broedgebied, als tussenstation tijdens de trek of als overwinteringsgebied. Om deze redenen staat de soort sinds 2015 op de Rode Lijst van de IUCN aangemerkt als gevoelig.

## Naam
De scholekster staat ook wel bekend als 'bonte piet' en wordt in Friesland 'strânljip' (strandkievit) genoemd.
(Oude) volksnamen van de scholekster zijn 'kliet', 'oestervisscher' (Groningen), 'lieuw' (Friesland en Texel) en 'zeekiewiet' (Amsterdam).

## Afbeeldingen

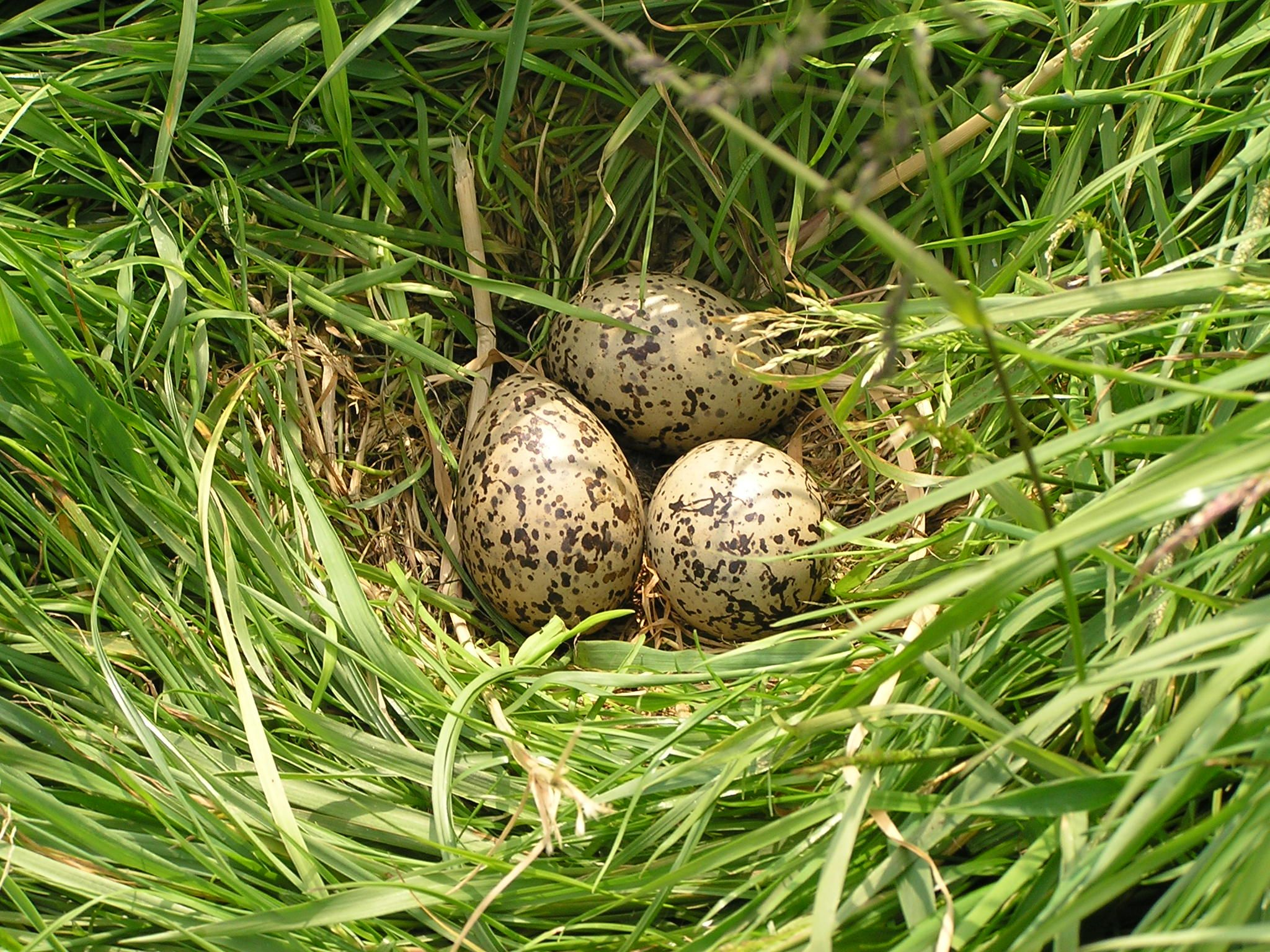
Nest van een scholekster
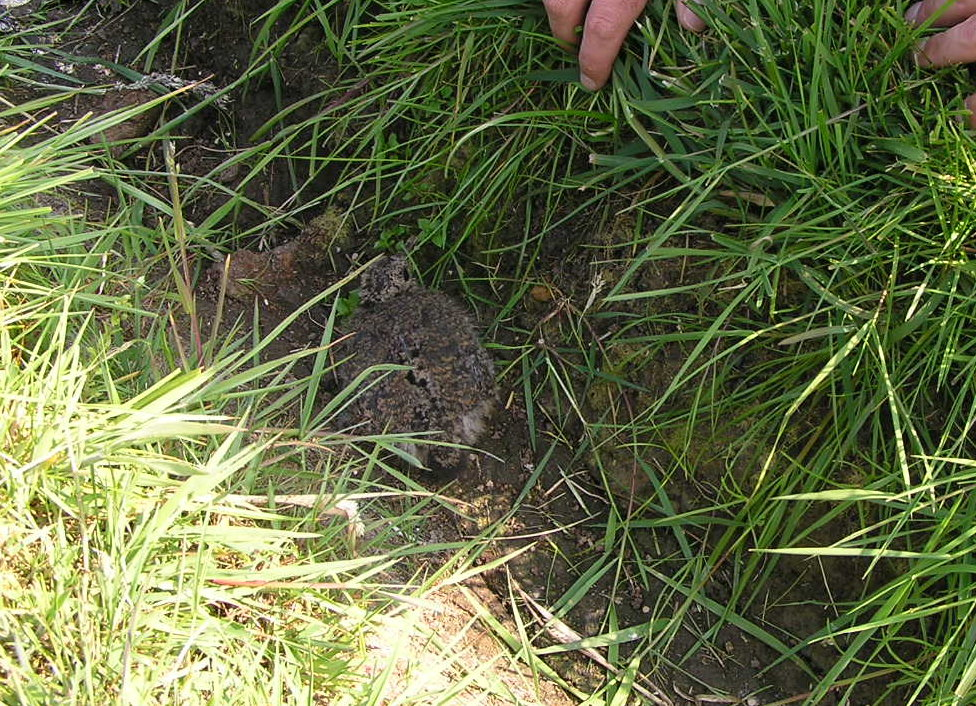
Scholeksterpul in een greppel
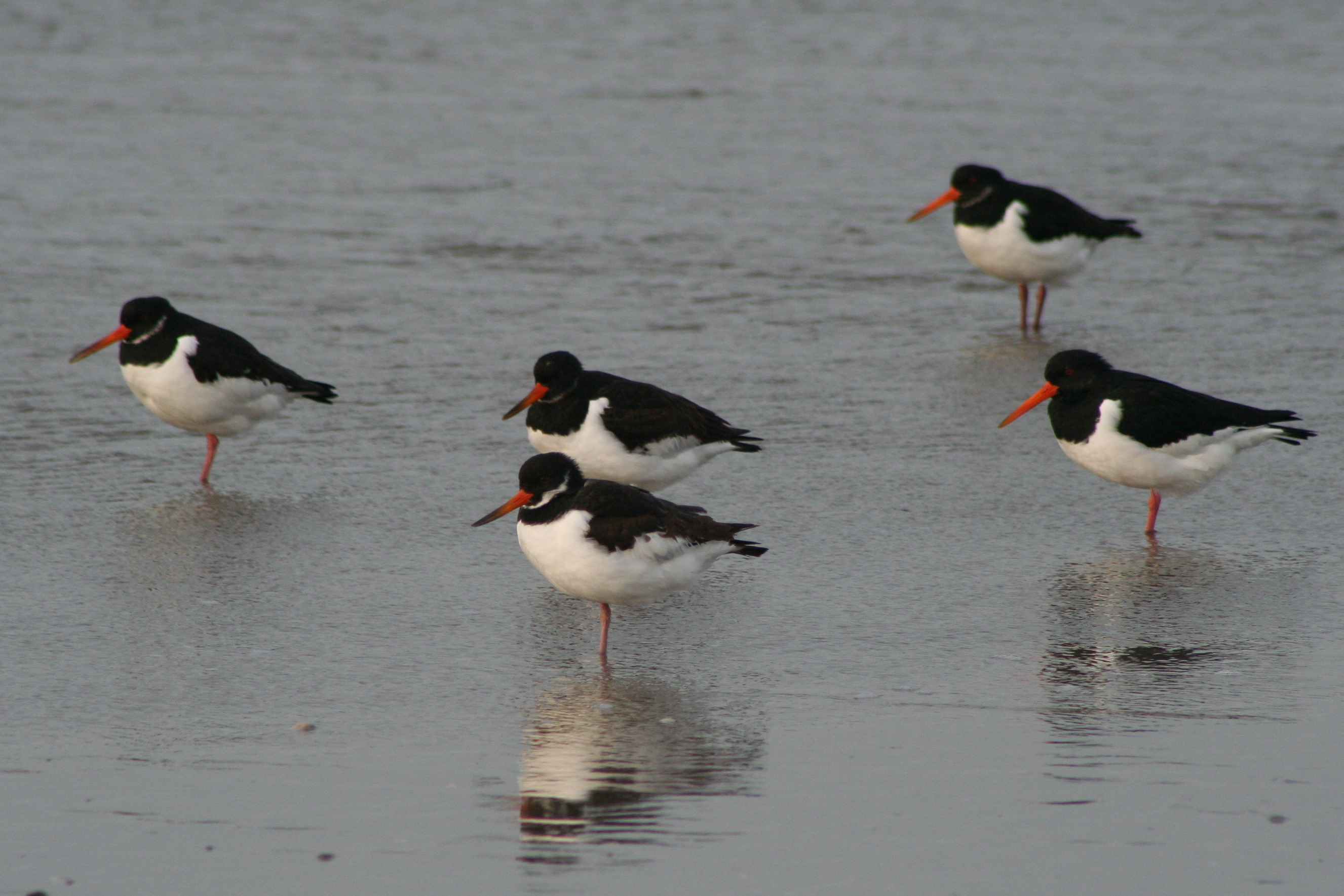
Scholekster in het water
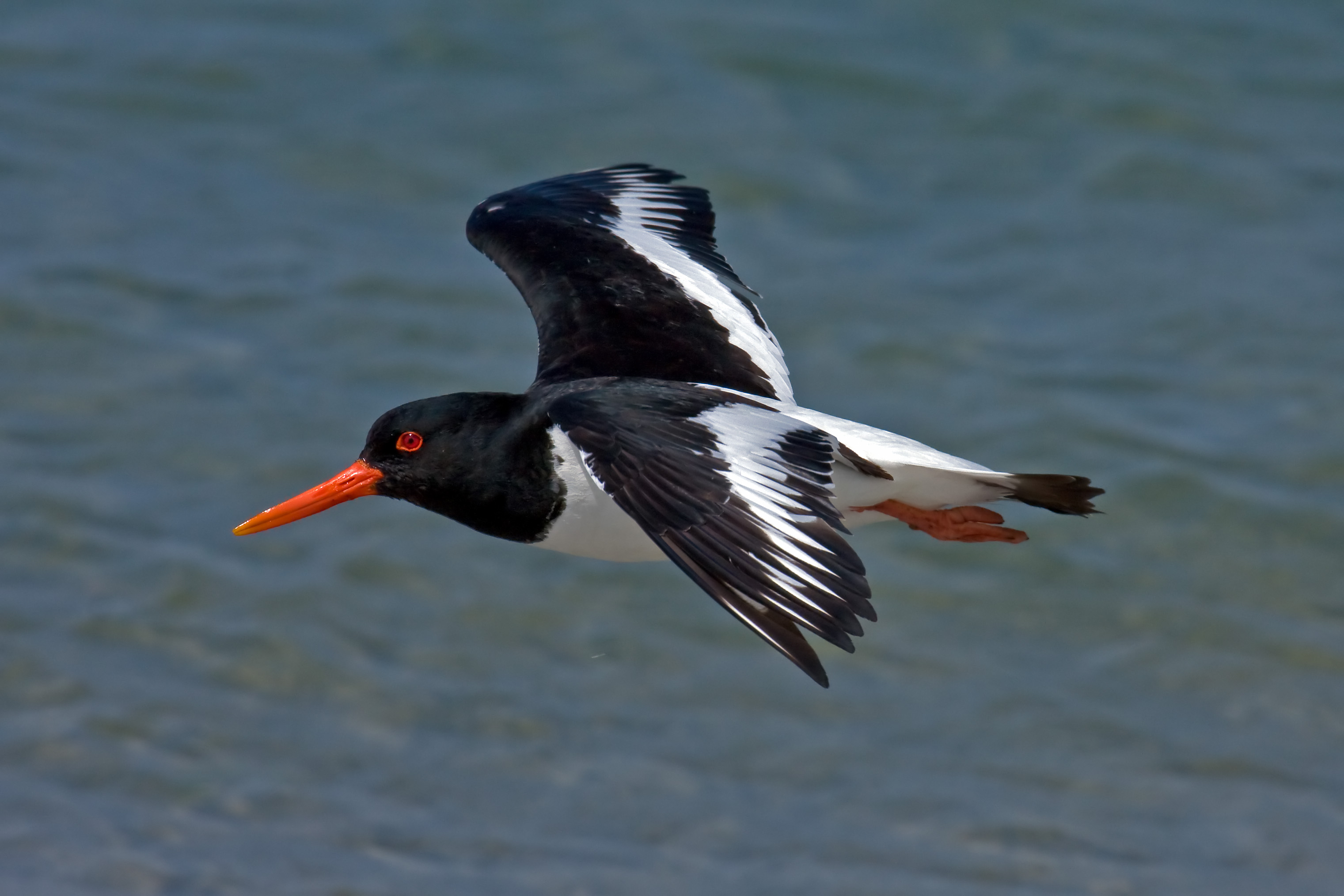
Scholekster in vlucht
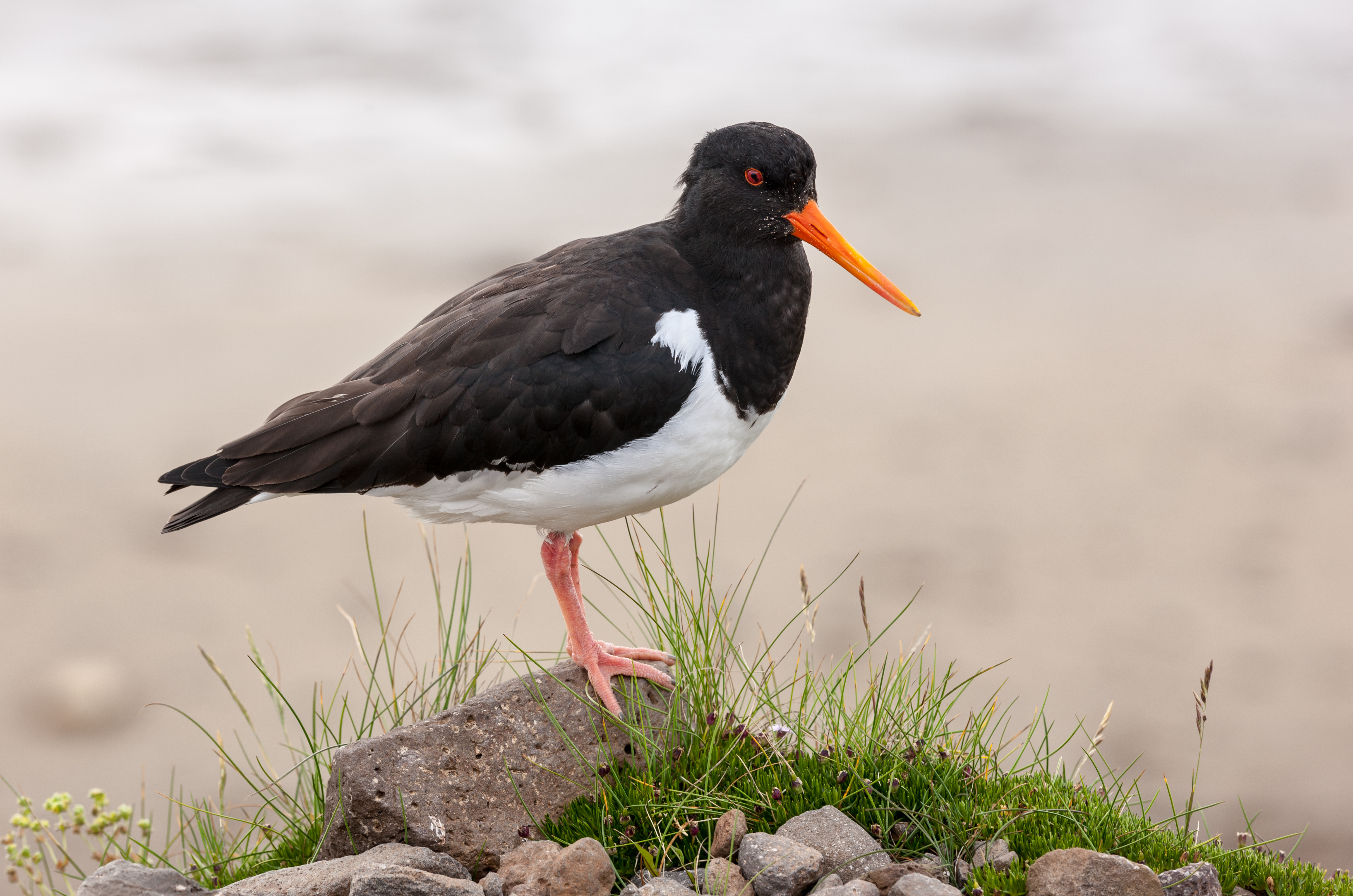
Scholekster op IJsland
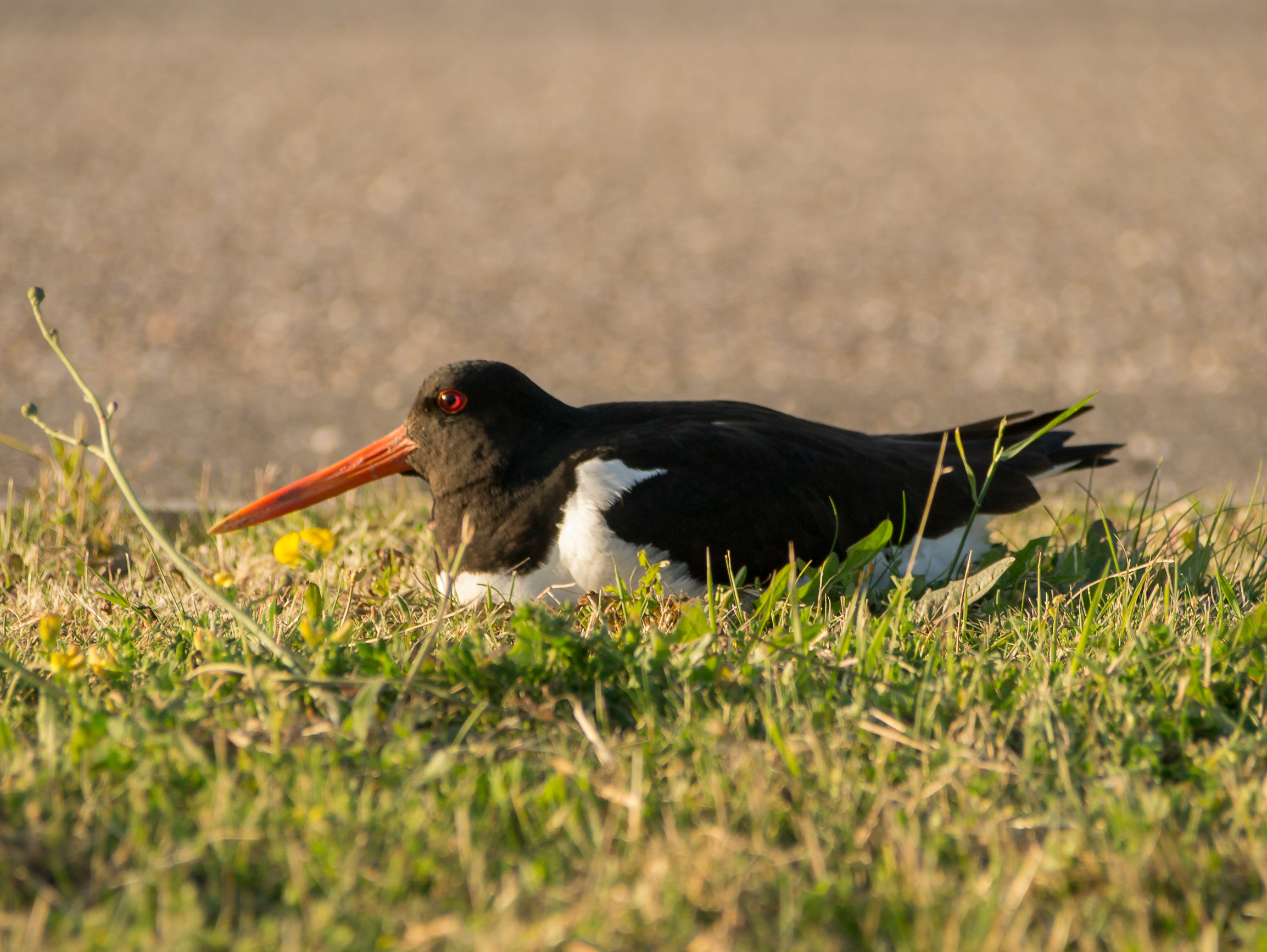
Broedende scholekster
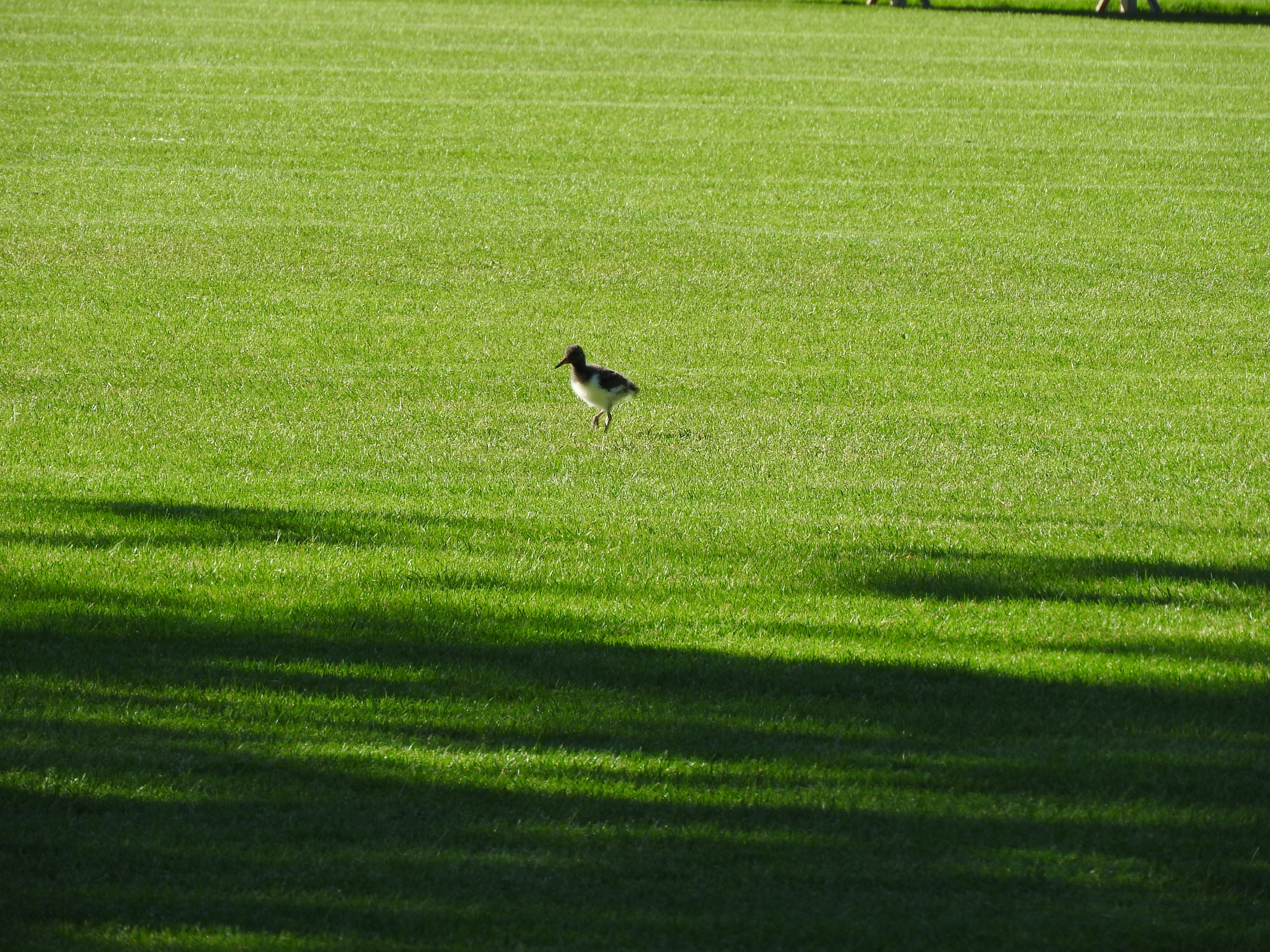
Juveniele scholekster, net uit het nest
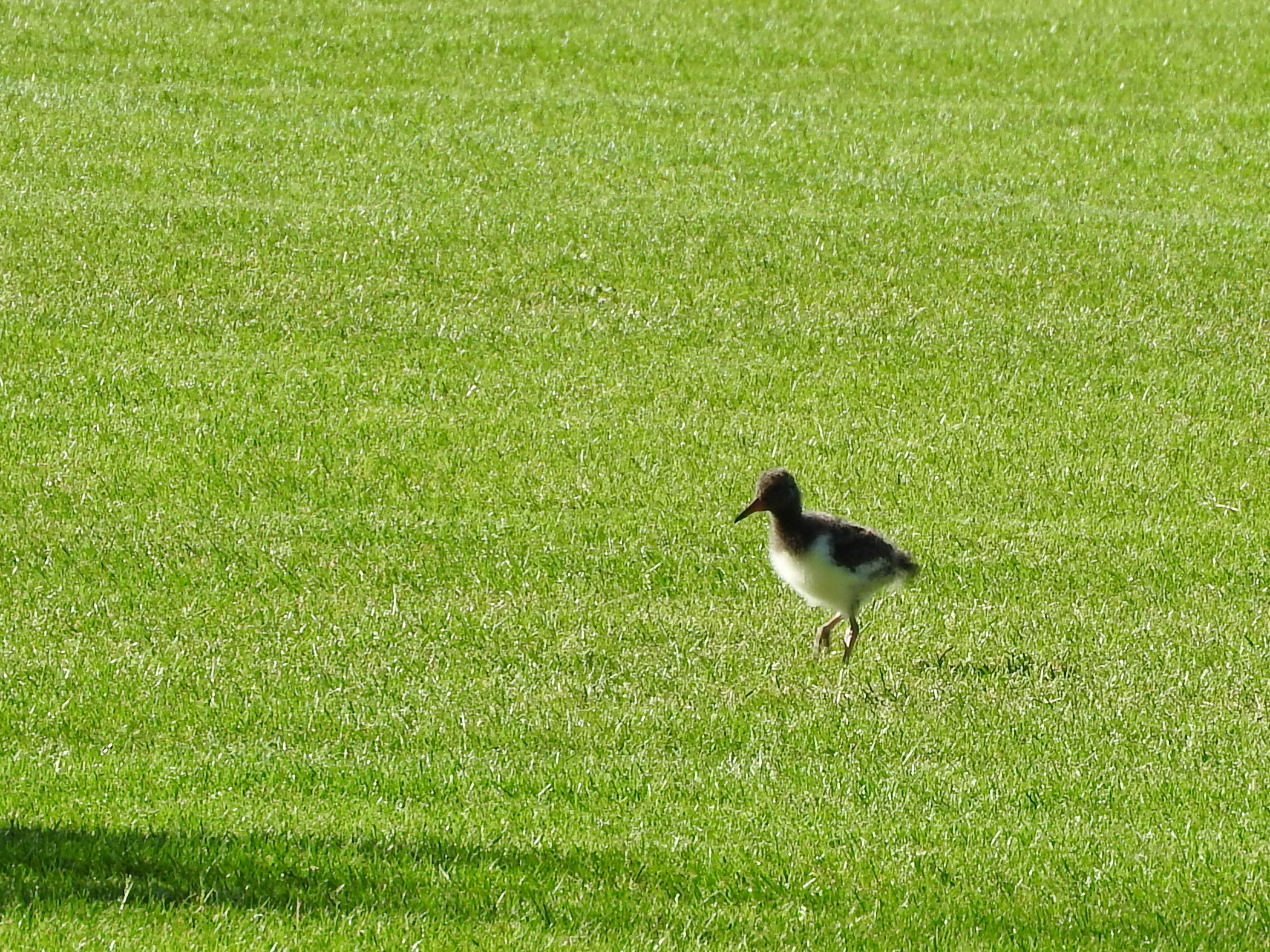
Juveniele scholekster (cropped)

## Video
- Een groep scholeksters op het ijs op het wad
- De broedcyclus van de scholekster, van eieren tot jongen